# Jürgen Braun (Mediziner)
Jürgen Braun (* 2. September 1953 in Düsseldorf) ist ein deutscher Rheumatologe. Vom 1. Januar 2001 bis zum 31. März 2021 hat er das Rheumazentrum Ruhrgebiet in Herne als ärztlicher Direktor geleitet. Von Januar 2011 bis Dezember 2012 war er Präsident der Deutschen Gesellschaft für Rheumatologie. Bis Ende 2022 war er als Kassenwart im Vorstand der DGRh tätig. Von 2014 bis 2020 war er der wissenschaftliche Leiter der Rheumaakademie. Von 2018 bis 2021 war er der Vorsitzende des Verbandes rheumatologischer Akutkliniken. Seit Mai 2021 arbeitet er in der Praxis von Dr. Kirsten Karberg in Berlin mit.

## Leben

### Herkunft und Ausbildung
Nach dem Besuch der Grundschule Am Grund in Düsseldorf-Lohausen wechselte Braun 1964 an das staatliche Max-Planck-Gymnasium in Düsseldorf-Stockum, wo er 1972 maturierte. Nach einigen Semestern Philosophie, Theaterwissenschaften, Germanistik und Romanistik an den Universitäten in Köln und Düsseldorf begann er 1975 eine intensive Reisetätigkeit, die ihn neben einigen westeuropäischen Ländern in den damaligen Ostblock, die Türkei, den Iran, nach Afghanistan, Pakistan, Indien, Nepal, die Vereinigten Staaten, Kanada, Mexiko, Guatemala, Peru, Bolivien, Tunesien und Algerien führte. In Düsseldorf lebte er mit den Künstlern Andreas Gursky und Thomas Schönauer zusammen. Die Indienreise 1975 unternahm er zusammen mit dem heutigen Kunstprofessor Bogomir Ecker. Die Amerikareise zusammen mit Thomas Schönauer und Michael Langer, einem Düsseldorfer Künstler, und seinem alten Freund Giora Seeliger, der seit vielen Jahren in Wien wohnt, wo er lange am Max-Reinhardt-Seminar tätig war. Als ausgebildeter Clown (Schule Yves le Breton in Paris) hat Giora Seeliger die Organisation der 'Roten Nasen' mitgegründet, dafür wurde er mit dem Hosenbandorden des österreichischen Staates ausgezeichnet.
Im Jahr 1977 wechselte Jürgen Braun den Wohnsitz und zog nach Berlin und beschloss nach mehreren Krankenhauspraktika endgültig Humanmedizin zu studieren. Zur Finanzierung des Lebensunterhalts und der Reisen übte er diverse Tätigkeiten auch in verschiedenen anderen Bereichen wie der Gastronomie aus.

## Wirken
Einen Tag nach seiner Approbation als Arzt am 14. Mai 1985 begann er seine 15-jährige Tätigkeit als wissenschaftlicher Mitarbeiter in der Abteilung für Allgemeine Innere Medizin und Nephrologie am Universitätsklinikum Benjamin Franklin der Freien Universität Berlin (Leiter Distler). Hier promovierte er 1987 zu einem Thema über Gefäßwiderstand bei Hypertonikern, unter Anleitung von  Karl Schulte, bevor er sich ab 1988 auf die Rheumatologie konzentrierte. Danach arbeitet er bis Ende 2000 eng mit J. Sieper am Universitätsklinikum Benjamin Franklin im Bereich Rheumatologie zusammen.
Braun habilitierte im Jahr 1995 an der Freien Universität Berlin in Innerer Medizin; im Jahr 2000 erhielt er eine außerplanmäßige Professur am Universitätsklinikum Benjamin Franklin in Berlin. Zum Jahresbeginn 2001 wurde er ärztlicher Leiter des Rheumazentrums Ruhrgebiet und erhielt gleichzeitig eine Gastprofessur in Rheumatologie an der FU Berlin. 2002 erfolgte seine Berufung auf die C3-Professur Rheumatologie an der Universität Regensburg und 2004 hatte er eine Visiting Professor in Toronto inne. Seit August 2004 ist er Professor für Rheumatologie an der Ruhr-Universität in Bochum. Als Präsident der DGRh richtete er im Jahr 2012 den 40. Jahreskongress der Fachgesellschaft in Bochum aus. Im Jahr 2014 erhielt er die Franziskus-Blondel-Medaille der Stadt Aachen. Seit dem 8. Oktober 2018 ist Braun auch Inhaber des ersten Lehrstuhls für Rheumatologie an der Ruhr-Universität Bochum, offizieller Standort am Marienhospital Herne.

### Forschungen
Gemeinsam mit Joachim Sieper arbeitete er wissenschaftlich zunächst über reaktive Arthritis, bevor er 1994 zusammen mit Matthias Bollow als einer der ersten über die Vorteile der Magnetresonanztomographie bei der Diagnostik von Spondyloarthritis-Patienten mit Sakroiliitis und Spondylitis (1998) berichtete. Anhand immunhistologischen Untersuchungen an Biopsiepräparaten aus dem Sakroiliakalgelenk von Patienten mit Spondylitis ankylosans stellte er fest, dass das Entzündungszytokin TNF-α hierbei eine wichtige Rolle spielt. Diese Arbeiten waren die Basis für seine Habilitation im Jahr 1995 und im Weiteren für seine außerplanmäßige Professur im Jahr 2000. Auf der Basis dieser theoretischen Ergebnisse war Braun weltweit der erste, der erfolgreich Antikörper gegen TNF-α zur Behandlung von Patienten mit Spondylitis ankylosans einsetzte. Die Daten der ersten Placebo-kontrollierten randomisierten Studie wurden im Jahr 2003 in der Zeitschrift The Lancet publiziert. Im gleichen Jahr veröffentlichte Braun zum ersten Mal ein Scoring-System für Kernspintomographien der Wirbelsäule, mit dem die Entzündung von Patienten mit Spondylitis ankylosans in diesem Bereich quantifiziert werden kann.
Braun hat mehr als 600 Publikationen in anerkannten Zeitschriften veröffentlicht, vorwiegend zum Krankheitsbild der sogenannten Spondyloarthritiden, insbesondere zur axialen Spondyloarthritis einschließlich der Spondylitis ankylosans, aber auch zur rheumatoiden Arthritis und anderen rheumatologischen, immunologischen und osteologischen Themen.

## Ehrungen
- 2000: Carol Nachman – Preis der Stadt Wiesbaden[2]
- 2003: EULAR Award[3]

## Schriften
- mit R. van den Berg, X. Baraliakos, H. Boehm, R. Burgos-Vargas, E. Collantes-Estevez, H. Dagfinrud, B. Dijkmans, M. Dougados, P. Emery, P. Geher, M. Hammoudeh, R. Inman, M. Jongkees, M. Khan, U. Kiltz, T. Kvien, M. Leirisalo-Repo, W. Maksymowych, I. Olivieri, K. Pavelka, J. Sieper, E. Stanislawska-Biernat, D. Wendling, S. Ozgocmen, C. van Drogen, B. van Royen und D. van der Heijde: 2010 update of the ASAS/EULAR recommendations for the management of ankylosing spondylitis. In: Ann Rheum Dis. 70(6), 2011 Jun, S. 896–904.
- mit E. Genth, für den Vorstand der DGRh: Lest we forget: Statement by the German Rheumatology Society (DGRh) on the national socialist crimes against Jewish colleagues. In: Z Rheumatol. 2010 Oct 14. [Epub ahead of print]
- mit X. Baraliakos, J. Listing, M. Rudwaleit und J. Sieper: Development of a radiographic scoring tool for ankylosing spondylitis only based on bone formation: Addition of the thoracic spine improves sensitivity to change. In: Arthritis Rheum. 61 (6), 2009 May 28, S. 764–771. [Epub ahead of print]
- mit J. Sieper: Ankylosing spondylitis. In: The Lancet. 369, 2007, S. 1379–1390.
- mit R. Landewe, K. G. Hermann, J. Han, S. Yan, P. Williamson und D. van der Heijde: Major reduction in spinal inflammation in patients with ankylosing spondylitis after treatment with infliximab: Results of a multicenter, randomized, double-blind, placebo-controlled magnetic resonance imaging study. In: Arthritis Rheum. 54(5), 2006 Apr 27, S. 1646–1652. [Epub ahead of print]
- mit J. Brandt, J. Listing, W. Golder, R. Alten, G. R. Burmester, E. Gromnica-Ihle, H. Kellner, M. Schneider, H. Sörensen, H. Zeidler, W. Thriene und J. Sieper: Treatment of active ankylosing spondylitis with infliximab – a double-blind placebo controlled multicenter trial. In: Lancet. April 6th 359, 2002, S. 1187–1193.
- J. Brandt, H. Haibel, D. Cornely, W. Golder, J. Gonzalez, J. Reddig, W. Thriene, J. Sieper: Successful treatment of active ankylosing spondylitis with the anti-tumor necrosis factor alpha monoclonal antibody infliximab. In: Arthritis Rheum. 43(6), 2000 Jun, S. 1346–1352.
- mit M. Bollow, G. Remlinger, U. Eggens, M. Rudwaleit, A. Distler und J. Sieper: Prevalence of spondylarthropathies in HLA-B27 positive and negative blood donors. In: Arthritis Rheum. 41(1), 1998 Jan, S. 58–67.
- mit M. Bollow und J. Sieper: Radiologic diagnosis and pathology of the spondyloarthropathies. In: Rheum Dis Clin North Am. 24(4), 1998 Nov, S. 697–735.
- mit M. Bollow, F. Seyrekbasan, H. J. Haberle, U. Eggens, A. Mertz, A. Distler und J. Sieper: Computed tomography guided corticosteroid injection of the sacroiliac joint in patients with spondyloarthropathy with sacroiliitis: clinical outcome and followup by dynamic magnetic resonance imaging. In: J Rheumatol. 1996 Apr 23(4), S. 659–664.
- mit M. Bollow, L. Neure, E. Seipelt, F. Seyrekbasan, H. Herbst, U. Eggens, A. Distler und J. Sieper: Use of immunohistologic and in situ hybridization techniques in the examination of sacroiliac joint biopsy specimens from patients with ankylosing spondylitis. In: Arthritis Rheum. 38(4), 1995 Apr, S. 499–505.
- mit M. Bollow, U. Eggens, H. Konig, A. Distler und J. Sieper: Use of dynamic magnetic resonance imaging with fast imaging in the detection of early and advanced sacroiliitis in spondylarthropathy patients. In: Arthritis Rheum. 37(7), 1994 Jul, S. 1039–1045.